# 香川県道180号鴨川停車場五色台線
香川県道180号鴨川停車場五色台線（かがわけんどう180ごう かもがわていしゃじょうごしきだいせん）は、香川県坂出市から高松市に至る一般県道である。

## 概要
JR四国予讃線（瀬戸大橋線区間内）鴨川駅前を起点として北東方面に進行し、地域の山岳群である五色台の麓を北へ回った後、それら山岳群における最西端の山となる峰山の西麓部から、同山を登坂し、そこから連なる各山の稜線を四国八十八箇所巡礼地である81番 白峰寺と82番 根香寺を経由してつなぎ、青峰山の東麓部をさぬき浜街道方面へと降坂したのちに香川県営野球場へと至る路線である。
そのため、白峰寺から根来寺までの区間は両寺をつなぐ同巡礼における遍路道としての性質を持っており、この区間では徒歩巡礼のお遍路の姿が多く見られる。この事から両寺をつなぐ区間においてはおおよそ片側1車線が確保されており、そうではない区間においても1.5車線以上の車両対向が可能な道幅となっている。その一方で白峰寺および根来寺に至る東西登坂部分の幅員は狭く、それにもかかわらず遍路巡礼のための観光バスが頻繁に往来する。前述のお遍路の存在もあり本路の五色台区間は県内においては通行に最大の注意を要する区間のひとつとされる。現在、白峰側からの幅員拡張工事が進められているが、これに伴い一車線規制が行われている場合がある。
2016年（平成28年）9月、平成28年台風第16号による土砂災害が発生し、白峰寺 - 根来寺の区間が全面通行止めとなったが、年内に復旧した。
高松市生島町には香川県道161号高松坂出線と接続する連絡路があり、こちらも県道180号となっている。

### 路線データ
- 起点：香川県坂出市府中町（坂出市府中町交差点、香川県道33号高松善通寺線交点）
- 終点：香川県高松市亀水町（香川県道16号高松王越坂出線交点）
- 本線（Google マップ）
- 別線（Google マップ）
- 総延長：22.6 km

## 地理

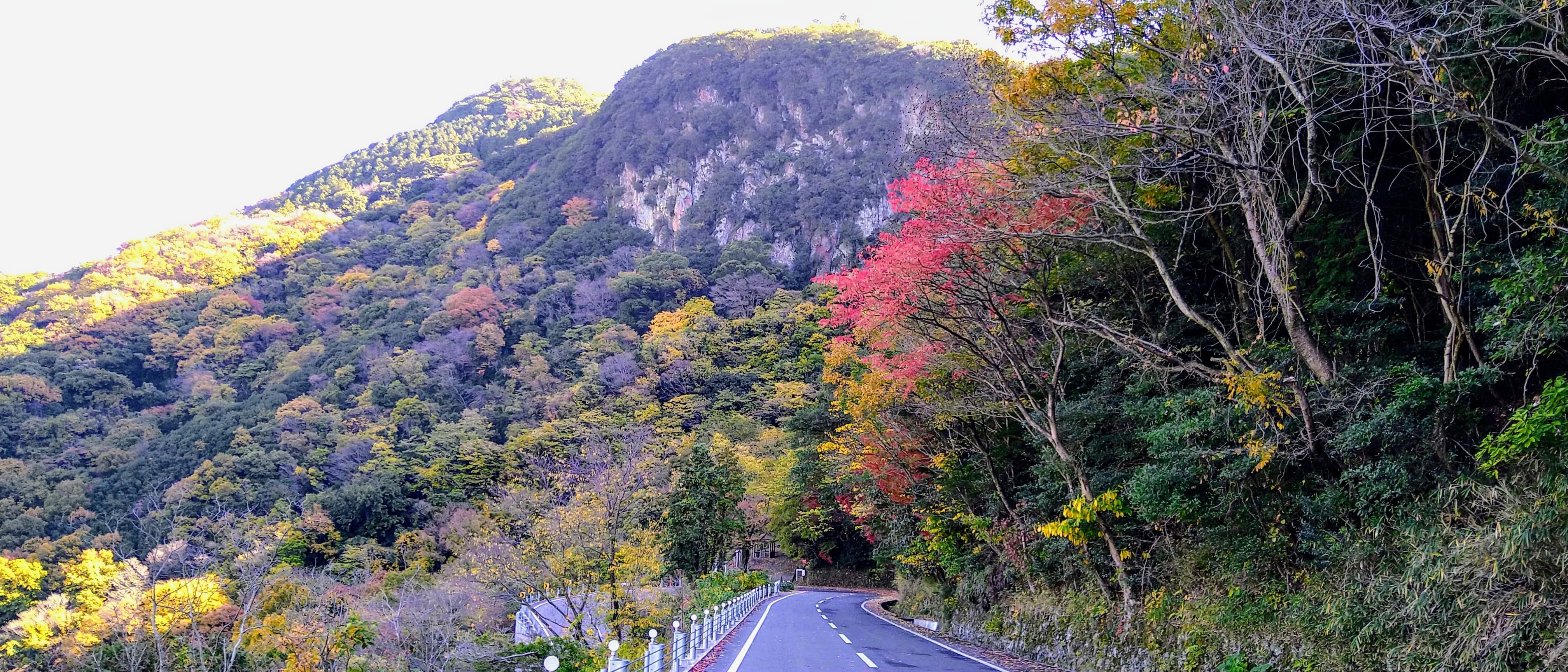
稚児の滝の辺り

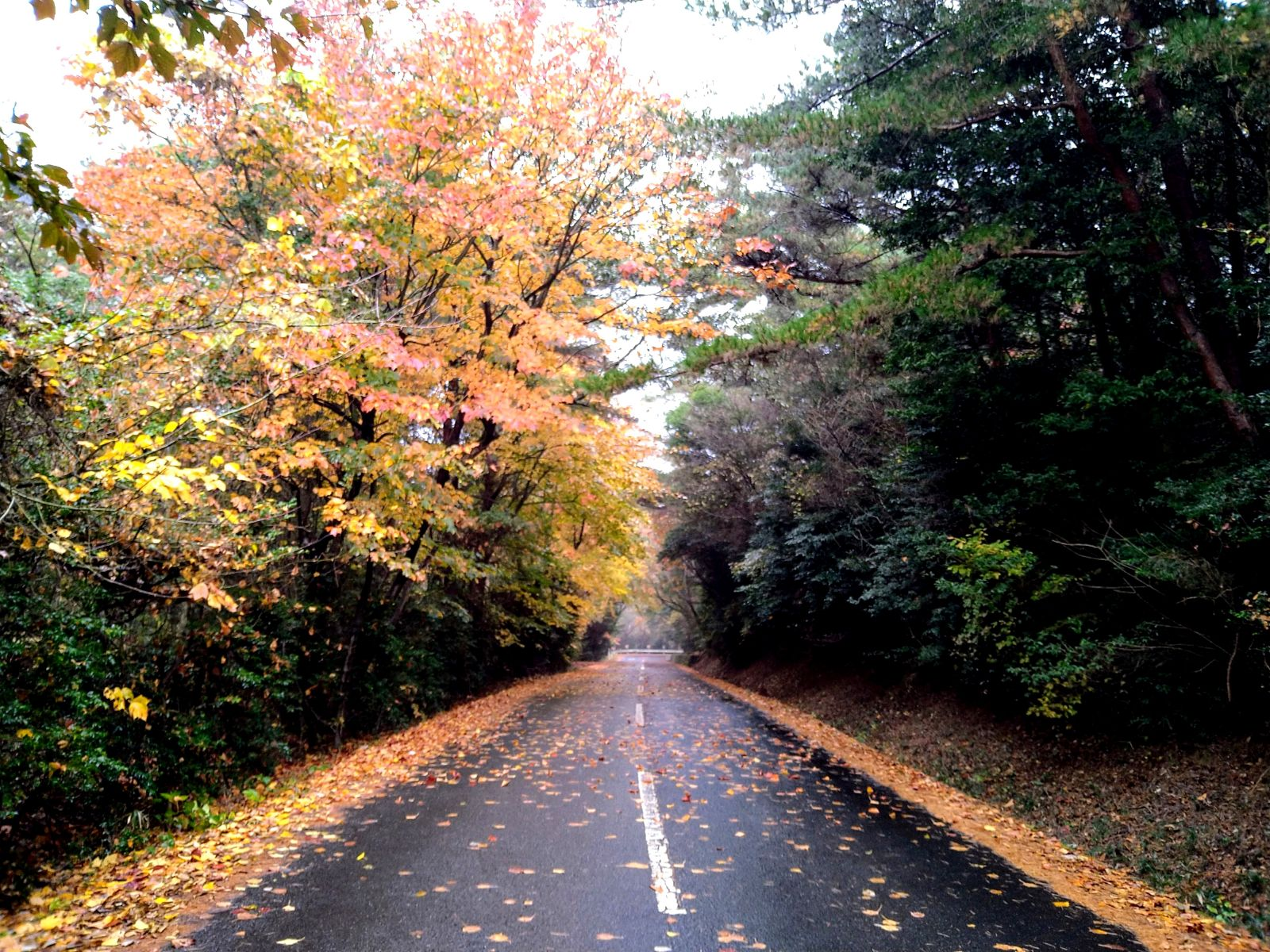
白峰寺と根来寺の中間地点辺り

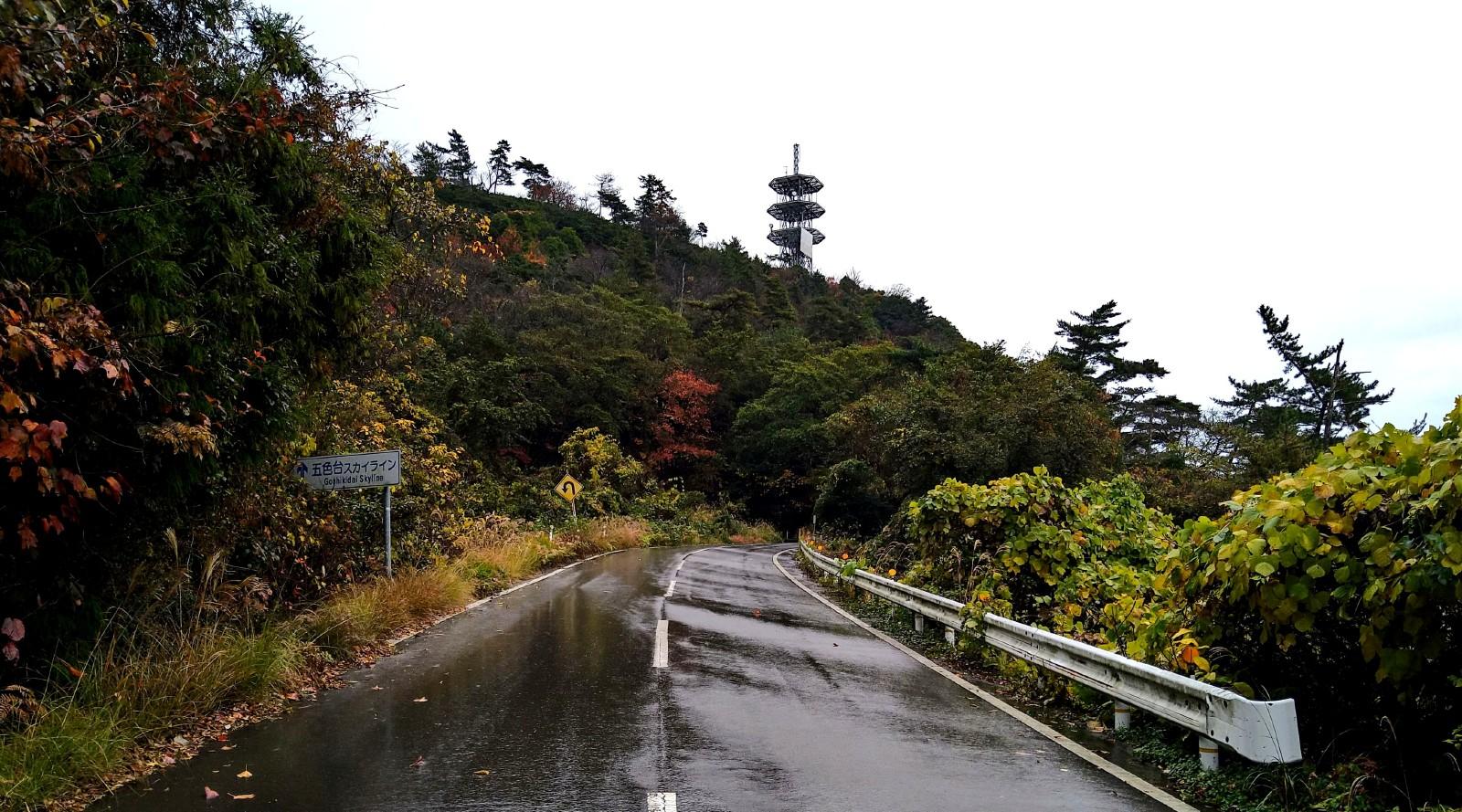
一本松の少し東

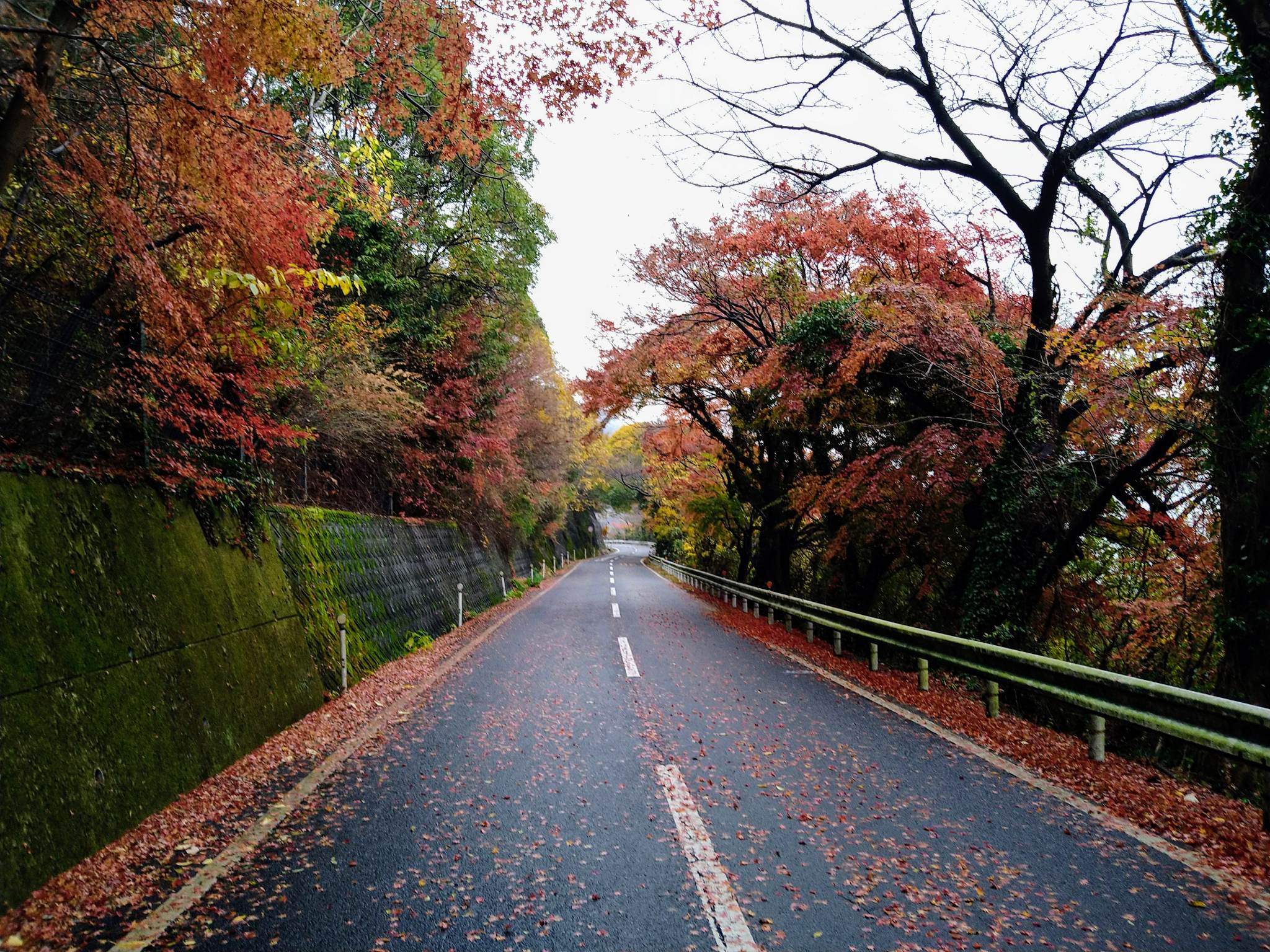
根香寺入口を高松方面に下った辺り

### 通過する自治体
- 坂出市
- 高松市

なお、一部が旧国分寺町に属していたが、地形上同町内の他の県道とは全く連絡していなかった。

### 交差する道路
| 交差する道路                               | 市町村名 | 交差する場所 | 交差する場所                                                                                         |
| 本線                                       | 本線     | 本線         | 本線                                                                                                 |
| ------------------------------------------ | -------- | ------------ | --- |
| 香川県道33号高松善通寺線                   | 坂出市   | 府中町       | 坂出市府中町交差点 / 起点                                                                            |
| 国道11号 香川県道187号林田府中線 重複      | 坂出市   | 加茂町       | 坂出市加茂町交差点                                                                                   |
| 香川県道16号高松王越坂出線                 | 坂出市   | 高屋町       | 大井手橋東交差点                                                                                     |
| 香川県道281号五色台線 / 五色台スカイライン | 高松市   | 中山町       | |
| 香川県道180号鴨川停車場五色台線 / 別線     | 高松市   | 生島町       | |
| 香川県道16号高松王越坂出線                 | 高松市   | 亀水町       | 終点                                                                                                 |
| 別線                                       |          |              | |
| 香川県道180号鴨川停車場五色台線 / 本線     | 高松市   | 生島町       | 別線起点【北緯34度21分19.0秒 東経133度57分54.6秒 / 北緯34.355278度 東経133.965167度】                |
| 香川県道161号高松坂出線                    | 高松市   | 生島町       | 生島町交差点 / 別線終点【北緯34度21分17.6秒 東経133度57分54.0秒 / 北緯34.354889度 東経133.965000度】 |

### 沿線
- JR四国予讃線 鴨川駅
- 白峰展望台
  - 白峰パークセンター
  - 四国霊場第81番札所 白峯寺
- 陸上自衛隊国分台演習場
- 香川県立五色台少年自然センター
- 四国霊場第82番札所 根香寺
- 香川県営野球場